# 路德維希八世
路德維希八世（德語：Ludwig VIII.，1691年4月5日—1768年10月17日），黑森-達姆施塔特伯爵，1739年至1768年在位。他是恩斯特·路德維希与多蘿西亞·夏洛特所生之子。

## 家庭
1717年，路德維希與哈瑙-里希坦伯格的夏洛特結婚，兩人共有2子1女：
1. 路德維希九世（1719年—1790年）
2. 格奧爾格·威廉（1722年—1782年）
3. 卡羅琳·路易絲（1723年—1783年）